# سیارک ۲۶۴۶۷
سیارک ۲۶۴۶۷ (به انگلیسی: 26467 Jamespopper، نامگذاری:2000AX142)۲۶۴۶۷مین سیارک کشف شده‌است که در ۰۵ ژانویه ۲۰۰۰ کشف شد.